# Hopea ferrea
Espèce
Synonymes
- Balanocarpus anomalus King[2]
- Hopea anomala Foxw.[2]

Statut de conservation UICN

 EN A2cd : En danger
Hopea ferrea est une espèce de plantes du genre Hopea, arbre de la famille des Dipterocarpaceae. On le trouve au Vietnam, au Laos, au Cambodge, en Thaïlande et en Malaisie entre le niveau de la mer et 700 m d'altitude. Il mesure de 15 à 30 m.